# Anna Floris
Anna Floris (Cagliari, 15 de maio de 1982) é uma tenista profissional italiana, Seu melhor ranking de N. 151 da WTA.